# أوسكار والستروم
أوسكار والستروم (بالسويدية: Oskar Wahlström)‏ هو لاعب كرة قدم سويدي في مركز حراسة المرمى، ولد في 16 أغسطس 1976 في Bie, Sweden ‏ في السويد. لعب مع نادي يورغوردينس.

## وصلات خارجية
- أوسكار والستروم على موقع اتحاد السويد (السويدية)
- أوسكار والستروم على موقع قاعدة بيانات كرة القدم.إي يو (الإنجليزية)
- أوسكار والستروم على موقع عالم كرة القدم.نت (الإنجليزية)